# Рейнджер, Пол
Пол Рейнджер (англ. Paul Ranger; 12 сентября 1984, Уитби, Онтарио) — профессиональный канадский хоккеист, защитник.

## Игровая карьера

### Тампа Бэй Лайтнинг
Пол Рейнджер был выбран в шестом раунде драфта-2002 командой «Тампа Бэй Лайтнинг».
14 июля 2007 года продлил контракт с клубом на три года.
После окончания сезона 2007—08 перенес операцию на правом плече, восстановление заняло около 6 месяцев.
20 февряля 2009 года из-за травмы плеча, полученной по ходу сезона, выбыл до конца чемпионата. Однако возвращение на лед в новом сезоне было недолгим. Рейнджер принял участие только в восьми матчах, после чего клуб предоставил ему бессрочный отпуск по личным причинам. Стив Айзерман, генеральный менеджер «Лайтнинг», заявил, что «…На данный момент он (Рейнджер) не готов вернуться в НХЛ, и я уважаю его позицию». После этого Пол Рейнджер пропустил два сезона. Всего за «Тампу» он провел 270 игр, в которых набрал 92 (18+74) очка..

### Торонто Мейпл Лифс
21 августа 2012 года было объявлено, что Рейнджер возобновил карьеру игрока и подписал контракт с клубом АХЛ «Торонто Марлис».
По окончании сезона стало известно, что в его услугах был заинтересован «Эдмонтон Ойлерз», чьим новым главным тренером стал бывший наставник Рейнджера в «Марлис» Даллас Икинс. Но 24 июля 2013 года Пол Рейнджер подписал контракт на один год с основной командой Торонто — «Мейпл Лифс».

## Статистика
Последнее обновление: 28 июля 2013 года

### Клубная карьера
```
                                            --- Regular Season ---  ---- Playoffs ----
Season   Team                        Lge    GP    G    A  Pts  PIM  GP   G   A Pts PIM
--------------------------------------------------------------------------------------
2000-01  Oshawa Generals             OHL    32    0    1    1    2  --  --  --  --  --
2001-02  Oshawa Generals             OHL    62    0    9    9   49   5   0   0   0   4
2002-03  Oshawa Generals             OHL    68   10   28   38   70  13   0   3   3  10
2003-04  Oshawa Generals             OHL    62   12   31   43   72   7   0   1   1  10
2004-05  Springfield Falcons         AHL    69    3    8   11   46  --  --  --  --  --
2005-06  Springfield Falcons         AHL     1    1    2    3    0  --  --  --  --  --
2005-06  Tampa Bay Lightning         NHL    76    1   17   18   58   5   2   4   6   0
2006-07  Tampa Bay Lightning         NHL    72    4   24   28   42   6   0   1   1   4
2007-08  Tampa Bay Lightning         NHL    72   10   21   31   56  --  --  --  --  --
2008-09  Tampa Bay Lightning         NHL    42    2   11   13   56  --  --  --  --  --
2009-10  Tampa Bay Lightning         NHL     8    1    1    2    6  --  --  --  --  --
2012-13  Toronto Marlies             AHL    51    8   17   25   54   9   2   2   4  14
--------------------------------------------------------------------------------------
         NHL Totals                        270   18   74   92  218  11   2   5   7   4
```